# Дом на канале

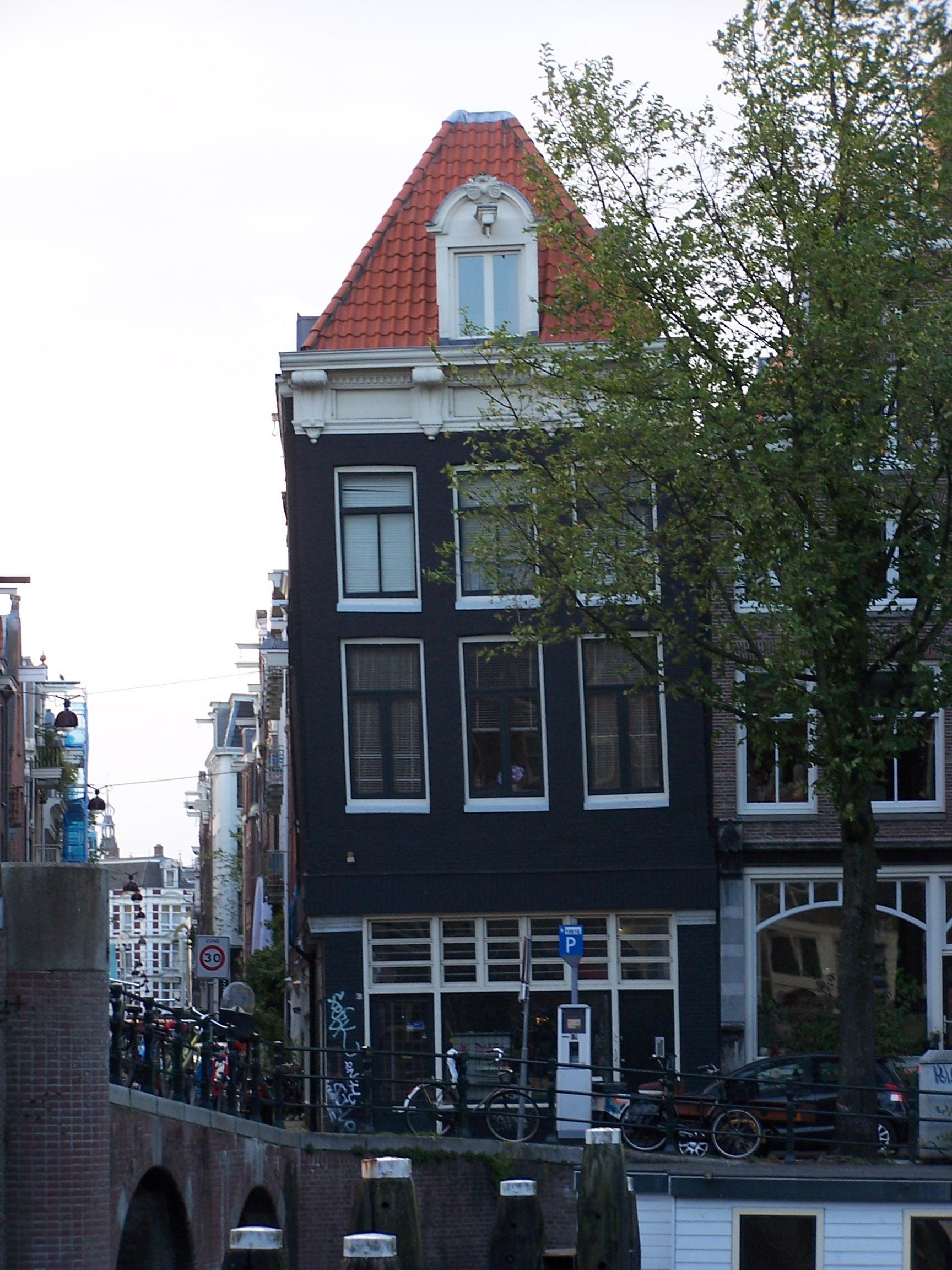
Дом на перекрёстке Oudeschans и Korte Koningsstraat, государственный памятник.

Дом на канале (нидерл. grachtenpand) — определённый распространённый тип старых домов в Нидерландах и окрестностях. Типичный дом на канале узкий (два-три окна), высокий (три-пять этажей), глубокий и слегка наклонённый, постройки XVII-XVIII вв. Из-за постоянной угрозы затопления главный вход в такой дом делали в бельэтаже, на который вела каменная лестница — в настоящее время (с конца XIX века) некоторые дома перестроены и имеют вход на первом этаже. Нижний и верхний (мансардный) этажи раньше использовались для хранения товара, теперь они, как правило, жилые, хотя утопленные подвалы в домах с кафе и ресторанами по-прежнему используются как склады, а в жилых домах могут служить как гаражи для машин и велосипедов. Над самым верхним окном дома на канале монтировался выносной крюк для облегчения подъёма мебели и прочих грузов — внутренние лестницы для этого слишком узкие.

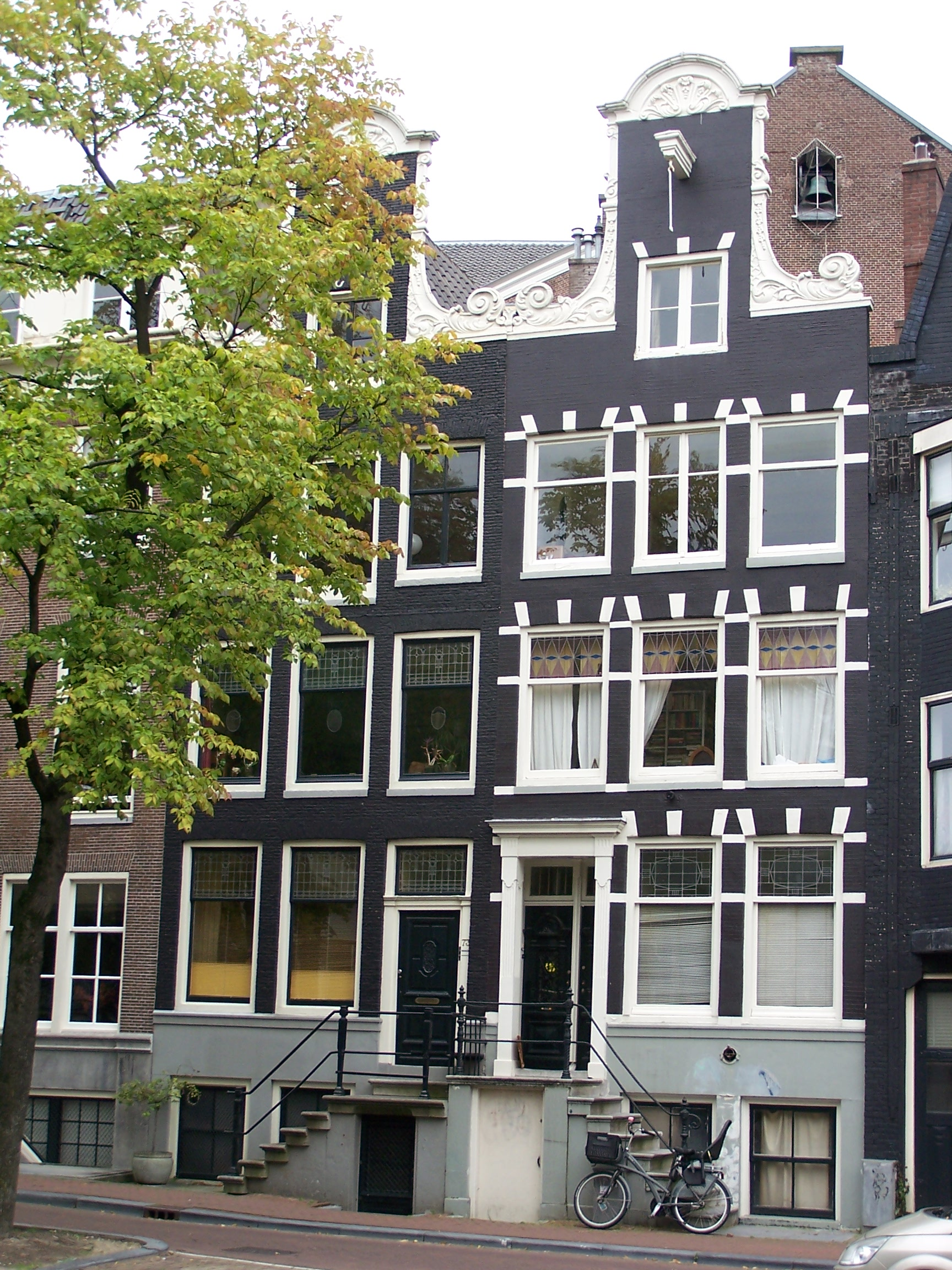
Два дома с входами со второго этажа, Reguliersgracht, Амстердам.

Задняя часть типичного дома на канале выходит в крошечный сад, ограниченный другим каналом или садом дома соседней улицы. Во второй половине XVII века в саду иногда строили небольшой «задний дом», за редкими исключениями габаритами больше напоминающий беседку или сарай. Угловые дома садов не имели и потому чаще использовались под магазины.
Дома на каналах бывают двойными или тройными: первоначальный владелец мог существенно сэкономить, наняв одну строительную бригаду на несколько домов на одном канале. (Четыре или пять идентичных домов тоже встречаются, но существенно реже). Считается, что если два таких дома имели раздельные симметричные входы, они предназначались под съём. В некоторых случаях против принятых законов на отведённом под два дома месте строилось три, размер которых в документах не совпадает с реальным. Бывало и наоборот — богатый владелец мог купить место под два дома, а построить на этом месте один, таких домов осталось сравнительно много на Herengracht в Амстердаме. Если два дома, прилегающие к этим домам сзади, принадлежали тому же владельцу (там могла быть конюшня, каретный сарай, склад), то такой дом назывался «городским дворцом» (нидерл. stadspaleis). Официальная ширина одного дома менялась со временем и составляла от 18 до 26 амстердамских футов (от 5 м 6 см до 7 м 31 см).
Большая часть домов на каналах была снесена в начале XVIII века, чтобы освободить место под более современные постройки. Во второй половине XVIII века к домам на каналах было принято достраивать дополнительные этажи и переделывать фасад (нидерландский язык содержит много описывающих фасады терминов: «лестничный», «шейный», «часовой», «листовой» и т. п.). В конце XIX века при ремонте многих домов на каналах они лишались лестницы, а вход переносился на первый этаж.